# Крейг Линдфийлд
Крейг Линдфийлд (на английски: Craig Lindfield) е роден на 7 септември 1988 г. в квартал Уиръл на английския град Ливърпул. Той е млад и перспективен нападател на Ливърпул (юноша на отбора). Линдфийлд бе част от младежкия отбор на Ливърпул който през 2006 г. спечели Ф.А. къп за младежи (Крейг вкара 7 гола в турнира).
Линдфийлд вкара гол за мъжкия отбор на Ливърпул още в дебютния си мач на 22 юли 2006 г. в контролата срещу Крю Александра.